# Sundhedsministre fra Færøerne
Sundhedsministeren (færøsk: Landsstýrismaðurin í heilsumálum eller heilsumálaráðharrin) har siden 1968 været en ministerpost i Færøernes regering. Sundhedspolitik har i stor grad fulgt socialpolitik, når departementsstrukturen skulle bestemmes, men fik sit eget ministerium i 2008. Stillingen har siden starten været domineret af venstreorienterede ministre, og er flere gange tildelt partier, som er endt op som kortvarige i færøsk politik. Stillingen var stærkt præget af hyppige udskiftninger fra slutningen af 1980'erne og frem til 2004. Social- og Sundhedsministeriet blev igen delt op i Sundhedsministeriet og Socialministeriet i 2008.
| Periode   | Navn                  | Parti                     | Ministerium                                                    |
| --------- | --------------------- | ------------------------- | -------------------------------------------------------------- |
| 1968–1970 | Jacob Lindenskov      | Javnaðarflokkurin         | Sundheds-, social- og industriministeriet                      |
| 1975–1979 | Jacob Lindenskov      | Javnaðarflokkurin         | Sundheds-, social-, industri- og justisministeriet             |
| 1979–1981 | Vilhelm Johannesen    | Javnaðarflokkurin         | Sundheds-, social-, industri- og justisministeriet             |
| 1981–1985 | Páll Vang             | Fólkaflokkurin            | Landbrugs-, sundheds-, trafik- og justisministeriet            |
| 1985–1989 | Jógvan Durhuus        | Tjóðveldisflokkurin       | Landbrugs-, skole- og sundhedsministeriet                      |
| 1989      | Tordur Niclasen       | Kristiligi Fólkaflokkurin | Social- og Sundhedsministeriet                                 |
| 1989–1991 | Olaf Olsen            | Fólkaflokkurin            | Industri-, sundheds- og landbrugsministeriet                   |
| 1991–1994 | Jóannes Eidesgaard    | Javnaðarflokkurin         | Social-, sundheds- og arbejdsministeriet                       |
| 1994–1996 | Andrias Petersen      | Javnaðarflokkurin         | Social- og sundhedsministeriet                                 |
| 1996      | Axel H. Nolsøe        | Verkamannafylkingin       | Social-, sundheds-, arbejds-, sikkerheds- og justisministeriet |
| 1996–1998 | Kristian Magnussen    | Verkamannafylkingin       | Social-, sundheds-, arbejds-, sikkerheds- og justisministeriet |
| 1998      | Óli Jacobsen          | Verkamannafylkingin       | Social-, sundheds-, arbejds-, sikkerheds- og justisministeriet |
| 1998–2001 | Helena Dam á Neystabø | Sjálvstýrisflokkurin      | Social- og sundhedsministeriet                                 |
| 2001–2002 | Sámal Petur í Grund   | Sjálvstýrisflokkurin      | Social- og sundhedsministeriet                                 |
| 2002–2004 | Bill Justinussen      | Miðflokkurin              | Familie- og sundhedsministeriet                                |
| 2004–2009 | Hans Pauli Strøm      | Javnaðarflokkurin         | Sundhedsministeriet                                            |
| 2009–2011 | Aksel V. Johannesen   | Javnaðarflokkurin         | Sundhedsministeriet                                            |
| 2011      | John Johannessen      | Javnaðarflokkurin         | Sundhedsministeriet                                            |
| 2011–2015 | Karsten Hansen        | Miðflokkurin              | Sundhedsministeriet                                            |
| 2015–2019 | Sirið Stenberg        | Tjóðveldi                 | Sundheds- og indenrigsministeriet                              |
| 2019–     | Kaj Leo Johannesen    | Sambandsflokkurin         | Sundhedsministeriet                                            |